# Шетландски острови
Шетландските острови (на английски: Shetland Islands или само Shetland) са архипелаг, принадлежащ на Шотландия, разположен между Оркни, Фарьорските острови и Норвегия. Това е най-северният регион на Обединеното кралство.
Островите се намират около 80 км на североизток от Оркни, 170 км от Континентална Шотландия и 220 км западно от Норвегия. Те образуват част от границата между Атлантическия океан на запад и Северно море на изток. Общата им площ е 1466 km². Населението е общо 22 940 души към 30 юни 2021 г. Местният орган – Съветът на Шетландските острови, е една от 32-те области на Шотландия. Административен център на островите, най-голямо селище и единствен бърг е Лeруик, който е столица на Шетландските острови от 1708 г., като преди това столицата е била Скалоуей.
Архипелагът има океански климат, сложна геология, грапава брегова линия и много ниски хълмисти хълмове. Най-големият остров, известен като Мейнланд, е с площ от 967 км и е петият по големина остров сред Британските острови. Той е един от 16-те населени острова на Шетландските острови.
Шетландските острови са населявани от Мезолита. Известно е, че пиктите са първоначалните обитатели на островите преди скандинавското завоевание и последвалата колонизация през Ранното средновековие. От 10 до 15 век островите са част от Кралство Норвегия, докато не са анексирани към Кралство Шотландия поради кралски спор, включващ плащането на зестра. През 1707 г., когато Шотландия и Англия се обединяват, за да образуват Кралство Великобритания, търговията между Шетланд и континентална Северна Европа намалява. Откриването на петрол в Северно море през 70-те години на 20 век значително стимулира икономиката на Шетланд, заетостта и приходите в публичния сектор. Риболовът винаги е бил важна част от икономиката на островите.
Местният начин на живот отразява скандинавското наследство на островите, включително огнените фестивали Up Helly Aa и силната музикална традиция, особено традиционния стил на цигулка. Почти всички имена на места на островите имат норвежки произход. Островите дават прозаици и поети, които често творят на отличителния шетландски диалект. Многобройни зони на островите са отделени за защита на местната фауна и флора, включително редица важни места за гнездене на морски птици. Шетландското пони и Шетландската овчарка са две добре познати породи животни от Шетландските острови. Други местни породи животни включват шетландската овца, шетландското говедо, гъска и патица. Шетландското прасе, или грайс, изчезва от около 1930 г.
Мотото на островите, което се появява на герба на Съвета, е на исландски: Með lögum skal land byggja“ („По закон нека земята да се застроява“). Фразата е от староскандинавски произход, спомената е в "Сагата за изгарянето на Нял“ и вероятно е заимствана от провинциалните норвежки закони като Закона на Фростетинг.
Първоначално норвежка колония, островите стават подчинени на шотландската корона на 12 февруари 1472 г. след неплащане на зестра. Много от обитателите им не се чувстват шотландци, смятайки, че са по-близки до скандинавските си корени.

## Етимология
Името Шетланд би могло да произлиза от старонорвежките думи hjalt („дръжка на нож/кама“) и land („земя“). Друга възможност е първата сричка да произлиза от името на древно келтско племе.
През 43 г. сл. н. е. древноримският автор Помпоний Мела споменава в своите писания седем острова, които той нарича Haemodae. През 77 г. Плиний Стари нарича същите тези острови Acmodae. Учените заключават, че и двете споменавания са за острови от групата на Шетландските острови. Друго възможно ранно писмено споменаване на островите е докладът на Тацит в Агрикола през 98 г. сл. н. е. След като описва римското откриване и завладяване на Оркни, той добавя, че римската флота е видяла „и Туле“. Уотсън (1926) е сигурен, че Тацит е имал предвид Шетланд, въпреки че Дейвид Бриз (2002) е по-скептичен. Името „Туле“ е споменато от Питей от Масилия, когато той описва посещението си във Великобритания някъде между 322 и 285 г. пр. н. е., но е малко вероятно той да е имал предвид Шетланд, защото той също пише, че вярва, че Туле е на шестдневно плаване на север от Британия и еднодневно плаване от „замръзналото море“.
В ранната ирландска литература „Шетланд“ се споменава като на староирландски: Insi Catt – островът на племето кат. Това може да е било името на островите от преди скандинавските жители. Кат е името на пиктски народ, който заема части от северната част на шотландския континент и тяхното име оцелява в имената на графство Кейтнес и в името на шотландски келтски за Съдърланд – Cataibh, което означава „сред катите“.
Най-старата известна версия на съвременното име „Шетланд“ е на латински: Hetland; това може да представлява "Catland" – германското езиково смекчаване на C- до H- според Закона на Грим. Среща се в писмо, написано от Харалд, граф на Оркни, Шетланд и Кейтнес, през ок. 1190 г. До 1431 г. островите са наричани Hetland след различни междинни трансформации. Възможно е пиктският звук "cat" да е допринесъл за това скандинавско име. През 16 век Шетланд е наричан Hjaltland.
Постепенно скандинавският език Норн, говорен преди това от жителите на островите, е заменен от шетландския диалект на шотландците и Hjatland става на шотландски германски: Ȝetland. Първоначалната буква е средношотландската буква yogh, чието произношение е почти идентично с оригиналния норнски звук /hj/. Когато употребата на буквата yogh е преустановена, тя често е заменяна от подобна на вид буква z (която по онова време обикновено се предава с извита опашка: ⟨ʒ⟩), оттук на шотландски германски: Zetland – формата, използвана в името на окръжния съвет преди 1975 г.  Това е източникът на пощенския код ZE, използван за Шетланд.

## География и геология
Архипелагът на Шетландските острови се намира на около 170 км северно от Великобритания и на 230 км западно от Берген, Норвегия. Обхваща площ от 1466 km² и има брегова линия с дължина от 2702 км.
Леруик – столица и най-голямо населено място е с население от 6958 души. Oколо половината от общото население на архипелага от 22 940 души живее в рамките на 16 км от града. Скалоуей на западния бряг, столица до 1708 г., има население от по-малко от 1000 души.
Само 16 от около 100-те острова от архипелага са населени. Основният остров от групата е Мейнланд (899 km²). Следващите по големина са Йел (212 km²), Ънст (120 km²) и Фетлар на север, и Бреси и Уолси на изток. Ийст и Уест Бъра, Макъл Роу, Папа Стуър, Трондра и Вейла са по-малки острови на запад от континенталната част. Другите населени острови са Фула на 28 км западно от Уолс на о-в Мейнланд, Феъ Айъл – на 38 км югозападно от Самбръ Хед, и Аут Скерис на изток. Необитаемите острови включват Муса, известен с Брох Муса – най-добрият запазен пример за бърг от Желязната епоха, Нос на изток от Бреси, който е национален природен резерват от 1955 г., Сейнт Нинианс Айл, свързан с континента чрез най-голямото действащо томболо в Обединеното кралство, и Аут Стак – най-северната точка на Британските острови. Местоположението на Шетландските острови се радва на редица подобни рекорди: Замъкът Мюнес на о-в Ънст е най-северният замък в Обединеното кралство, а Скау на същия остров е най-северното селище.
Геологията на Шетландските острови е сложна, с множество разломи и гънкови оси. Тези острови са северният аванпост на Каледонската орогенеза и има оголени люизиански, далрадиански и мойнски метаморфни скали с история, подобна на техните еквиваленти в шотландския континент. Има и находища от стар червен пясъчник и гранитни интрузии. Най-отличителната черта е офиолитът на островите Ънст и Фетлар, който е остатък от дъното на океана Япет, съставен от ултрабазален перидотит и габро.
Голяма част от икономиката на Шетландските острови зависи от нефтоносните седименти в околните морета. Геоложки доказателства показват, че около 6100 г. пр. н. е. цунами, причинено от свлачището Стурег, удря Шетланд, както и западното крайбрежие на Норвегия, и може да е създало вълна висока до 25 м, висока по бреговете, където съвременните популации са най-големи.
Най-високата точка на Шетланд е Ронас Хил – 450 м. Плейстоценските заледявания покриват изцяло островите. През този период Stanes of Stofast – 2000-тонен блуждаещ валун, се спира на издаден хълм в Лунастиг.
Шетланд има национален живописен район (на англ. national scenic area), който, необичайно, включва редица отделни места: Феър Айл, Фула, Югозападен Мейнланд (включително островите Скалоуей), Макъл Роу, Еша Нес, Феталанд и Херма Нес. Общата площ на района е 41 833 хектара, от които 26 347 – морски (т.е. под отлив).
Релефът е предимно равнинен и платообразен с максимална височина до 450 m. Изградени са основно от кристалинни шисти и кварцити с добре съхранили се следи от плейстоценското заледяване (валунни полета, „овчи хълмове“ и др.). Заети са главно от торфени блата и преовлажнени пасища. Местообитание са на много видове прелетни птици. Основен поминък на населението са риболов и животновъдство, а през последните години и добива на нефт в околните води.
През октомври 2018 г. в Шотландия влиза в сила законодателство, за да се забрани на публични органи, без основателна причина, да показват Шетланд в отделно поле на картите, каквато често е била практиката до тогава. Законодателството изисква островите да бъдат „изобразени по начин, който точно и пропорционално представя тяхното географско местоположение по отношение на останалата част от Шотландия“, така че да се изясни реалното разстояние на островите от други области.

## Климат
Шетланд има океански умерен морски климат (Кьопен: Cfb), граничещ със субполярния, но много малко над средните летни температури, с дълги, но прохладни зими и къси топли лета. Климатът през цялата година е умерен поради влиянието на околните морета, със средни ниски температури през нощта малко над 1 °C през януари и февруари и средни високи температури през деня от близо 14 °C през юли и август. Най-високата регистрирана температура е 27.8 °C на 6 август 1910 г. в Самбръ Хед, а най-ниската: −8.9 °C през януари 1952 г. и 1959 г. Периодът без замръзване може да бъде само три месеца. За разлика от това вътрешните райони на близката Скандинавия на подобни географски ширини изпитват значително по-големи температурни разлики между лятото и зимата, като средните върхове на обикновените юлски дни са сравними с рекордната топлина за всички времена на Леруик, която е около 23 °C, което допълнително демонстрира смекчаващия ефект на Атлантическия океан. Обратно, зимите са значително по-меки от тези, които се очакват в близките континентални райони, дори сравними със зимните температури в много части на Англия и Уелс много по на юг.
Общият характер на климата е ветровит и облачен с поне 2 мм на дъжд, падащ повече от 250 дни в годината. Средните годишни валежи са 1,003 мм, като ноември и декември са най-влажните месеци. Снеговалежът обикновено е ограничен до периода от ноември до февруари и снегът рядко лежи на земята повече от един ден. По-малко валежи падат от април до август, въпреки че нито един месец не пада по-малко от 50 мм. Мъглата е често срещана през лятото поради охлаждащия ефект на морето върху леките южни въздушни потоци.
Поради географската ширина на островите в ясните зимни нощи полярното сияние понякога може да се види в небето, докато през лятото има постоянен полумрак – състояние, известно на местните като „simmer dim“. Годишното ярко слънчево греене е средно 1110 часа, а облачните дни са чести.

## Основни населени места
Основните селища от ниво 1, т.е. райони с най-голямо население и/или предоставяне на услуги/съоръжения, са:
- Леруик (Lerwick)
- Скалоуей (Scalloway)
- Бреи (Brae)
- Сандуик (Sandwick)
- Ейт (Aith)
- Мид Йел (Mid Yell)
- Балтасаунд (Baltasound)
- Симбистър (Symbister)

Островите с най-голямо население са:
- Мейнланд
- Уолси
- Йел
- Уест Бъра
- Ънст
- Бреси
- Трондра
- Макъл Роу
- Йист Бъра
- Феър Айл

## История

### Праистория
Благодарение на практиката, датираща най-малко от Ранния неолит, да се строи от камък на почти безлесни острови, Шетланд е изключително богат на физически останки от праисторическите епохи и има общо над 5000 археологически обекта. Медингов обект в Уест Воу на южния бряг на о-в Мейнланд, датиращ от 4320–4030 г. пр. н. е., дава първите доказателства за мезолитна човешка дейност в Шетланд. Същият обект предоставя данни за ранна неолитна дейност и находките в Скорд ъф Брустър в Уолс ( Западен Мейнланд) датират към 3400 г. пр.н.е. „Шетландските ножове“ са каменни инструменти, датиращи от този период, направени от фелзит (вид вулканична скала) от Нортмавин.
Отломки от керамика, намерени на важното място в Ярлсхоф, също показват, че там е имало неолитна дейност, въпреки че основното селище датира от Бронзовата епоха. Това включва ковачница, група колесообразни домове и по-късен брок. Мястото предоставя доказателства за обитаване през различни фази до времето на викингите. Керни във формата на пета (вид кръстовидна камера) са вид камерни керни (погребален паметник), уникален за Шетланд, с особено голям пример на о-в Вементри.
През Желязната епоха са издигнати множество брокове. В допълнение към Муза има значителни руини в Кликимин, Кулсуик, Олд Скатнес и Уест Бурафърт, въпреки че техният произход и предназначение са въпрос на известни противоречия. По-късните обитатели от Желязната епоха на Северните острови вероятно са били пикти, въпреки че историческите записи са оскъдни. Хънтър (2000) заявява във връзка с краля на пиктите Бруде I през VI век сл. н.е.: „Що се отнася до Шетланд, Оркни, Скай и Западните острови, техните жители, повечето от които изглежда са били пикти по култура и реч по това време време, е вероятно да са разглеждали Бруде като доста далечно присъствие“. През 2011 г. колективният обект „The Crucible of Iron Age Shetland“, включително Брок Муса, Олд Скатнес и Ярлсхоф, се присъедини към „Предварителния списък“ на Обединеното кралство на обектите на световното наследство.

### Скандинавска колонизация
Нарастващото население на Скандинавия води до недостиг на налични ресурси и обработваема земя там, и до период на експанзия на викингите, така че норвежците постепенно отместват вниманието си от грабежите към нашествията. Шетландските острови са колонизирани в края на VIII и началото на IX век, а съдбата на съществуващото местно пиктско население е несигурна. Съвременните шетландци все още запазват скандинавската ДНК с много родословни дървета, показващи скандинавската бащина система (-sson/син, -dottir/дъщеря). Съвременните изследвания на ДНК, като изследването на здравето на викингите, са сериозно погрешни, тъй като обхващат само малка част от населението.
След това викингите използват островите като база за пиратски експедиции до Норвегия и бреговете на Континентална Шотландия. В отговор норвежкият крал Харалд Прекраснокосият анексира Северните острови (включващи Оркни и Шетланд) през 875 г. Ренгвалд Ейстенсон получава Оркни и Шетланд като графство от Харалд като обезщетение за смъртта на сина му в битка в Шотландия и след това предава графството на брат си Сигурд Могъщия.
Островите приемат християнството в края на X век. Крал Олаф I Тригвасон извиква ърл Сигурд Силния по време на посещение в Оркни и казва: „Нареждам ти и всичките ти поданици да бъдеш кръстен. Ако откажеш, ще те убия на място и се кълна, че ще опустоша всеки остров с огън и стомана". Не е изненадващо, че Сигурд се съгласява и островите стават християнски с един удар. Необичайно, от 1100 г. нататък скандинавските ърлове дължат вярност както на Норвегия, така и на шотландската корона чрез владенията си като графове на Кейтнес.
През 1194 г., когато Харалд Мададсон е граф на Оркни и Шетланд, избухва бунт срещу норвежкия крал Свере Сигурдсон. Eyjarskeggjar („Островни бради“) – норвежка група бунтовници отплават за Норвегия, но са победени в битката при Флорвог (3 април 1194 г.) близо до Берген. След победата си крал Свере поставя Шетланд под пряко норвежко управление, което продължава близо два века.

### Повишен шотландски интерес
От средата на XIII век нататък шотландските монарси все повече се стремят да поемат контрола над островите около техните морета. Процесът е започнат сериозно от Александър II и е продължен от неговия наследник Александър III. Тази стратегия в крайна сметка води до нахлуване в Шотландия от Хокон IV Хааконсон, крал на Норвегия. Неговата флота се събра в Бреси Саунд, преди да отплава за Шотландия. След безизходицата в битката при Ларгс (2 октомври 1263 г.) Хокон се оттегля в Оркни, където умира през декември 1263 г., забавляван на смъртния си одър с рецитации на саги. Смъртта му спира всякаква по-нататъшна норвежка експанзия в Шотландия и след тази злополучна експедиция Хебридите и Ман са предадени на Кралство Шотландия в резултат на Договора от Пърт от 1266 г., въпреки че шотландците признават продължаващия норвежки суверенитет над Оркни и Шетланд.

### Поглъщане от Шотландия
През XIV век Оркни и Шетланд остават норвежко владение, но шотландското влияние нараства. Йон Харалдсон, който е убит в Турсо през 1231 г., е последният от непрекъсната линия скандинавски ърлове, а след това графовете са шотландски благородници от родовете Ангъс и Сейнт Клер. След смъртта на Хаакон VI през 1380 г. Норвегия формира Калмарската уния с Дания, след което интересът на кралския дом към островите намалява. През 1469 г. Шетланд е заложен от Кристиан I в качеството му на крал на Норвегия като гаранция срещу плащането на зестрата на дъщеря му Маргарет, сгодена за Джеймс III от Шотландия. Тъй като парите никога не са платени, връзката с Короната на Шотландия става постоянна. През 1470 г. Уилям Синклер, 1-ви граф на Кейтнес, отстъпва титлата си на Джеймс III, а на следващата година Северните острови са директно погълнати от короната на Шотландия – действие, потвърдено от Парламента на Шотландия през 1472. Въпреки това връзката на Шетланд с Норвегия се оказва трайна. 
От началото на XV век нататък жителите на Шетланд продават стоките си чрез Ханзата на германските търговци. Ханзата купува с кораби осолена риба, вълна и масло и внася сол, платове, бира и други стоки. Късният XVI век и началото на XVII век са доминирани от влиянието на деспотичния Робърт Стюарт, граф на Оркни, на когото са предоставени островите от полусестра му Мария, кралицата на Шотландия, и неговия син Патрик. Последният започва изграждането на замъка Скалоуей, но след затварянето му през 1609 г. Короната анексира отново Оркни и Шетланд до 1643 г., когато Чарлз I ги предоставя на Уилям Дъглас, 7-ми граф на Мортън. Тези права се държат и изключват от Мортън до 1766 г., когато са продадени от Джеймс Дъглас, 14-ти граф на Мортън, на Лорънс Дъндас.

### XVIII и XIX век
Търговията със северногерманските градове продължава до Акта за унията от 1707 г., когато високите мита върху солта попречват на германските търговци да търгуват с Шетланд. Тогава Шетланд изпада в икономическа депресия, тъй като местните търговци не са толкова опитни в търговията със осолена риба. Въпреки това някои местни търговци-земевладелци започват там, където германските търговци са спрели, и оборудват свои собствени кораби, за да изнасят риба от Шетландските острови за континента. За независимите фермери от Шетландските острови това има отрицателни последици, тъй като сега те трябва да ловят риба за тези търговци-земевладелци.
Едрата шарка засяга островите през XVII и XVIII век (както и цяла Европа), но след като ваксините стават достъпни след 1800 г., здравето се подобрява. Островите са много тежко засегнати от картофения глад през 1846 г. (период от 1846 до приблизително 1856 г., през който земеделските общности на Хебридите и западните шотландски планини (Gàidhealtachd) виждат своята реколта от картофи многократно опустошавани от картофена мана): правителството въвежда план за облекчаване на островите под командването на капитан Робърт Крейги от Кралския флот, който остава в Леруик, за да наблюдава проекта от 1847 до 1852 г. През този период Крейги също прави много за подобряване и увеличаване на пътищата на островите.
Населението нараства до максимума 31 670 през 1861 г. Британското управление обаче има цена за много обикновени хора, както и за търговци. Морските умения на жителите на Шетланд са търсени от Кралския флот. Около 3000 служат по време на Наполеоновите войни от 1800 до 1815 г., а принудителната флотна вербовка е широко разпространена. През този период 120 мъже са отведени само от Фетлар и само 20 от тях се завръщат у дома. До края на XIX век 90% от всички Шетландски острови са собственост на само 32 души, а между 1861 и 1881 г. повече от 8000 жители на Шетланд емигрират. С приемането на Закона за земеделските стопанства (Шотландия) от 1886 г. либералният министър-председател Уилям Гладстон еманципира земеделските стопани от управлението на земевладелците. Законът дава възможност на онези, които действително са били крепостни на земевладелци, да станат собственици на собствени малки ферми. По това време рибари от Холандия, които традиционно се събират всяка година край бреговете на Шетланд, за да ловят херинга, задействат индустрия на островите, която процъфтява от около 1880 г. до 1920 г., когато запасите от риба започват да намаляват. Производството достига своя връх през 1905 г. с повече от милион барела, от които 708 000 са изнесени.
Законът за местното самоуправление (Шотландия) от 1889 г. създава единна система от окръжни съвети в Шотландия и променя границите на много от окръзите в Шотландия: Окръжният съвет на Зетланд, който е създаден през 1890 г., е създаден в county buildings в Леруик.

### XX век
По време на Първата световна война много шетландци служат в Гордън Хайлендърс – пехотен полк на Британската армия, други 3000 служат в търговския флот и повече от 1500 в специален местен военноморски резерв. 10-та крайцерска ескадра е разположена в Swarbacks Minn (водният участък на юг от Макъл Роу) и през една година от март 1917 г. повече от 4500 кораба отплават от Леруик като част от ескортирана конвойна система. Общо Шетландските острови губят повече от 500 души – по-висок процент от която и да е друга част на Великобритания, а през 20-те и 30-те години има допълнителни вълни на емиграция.
По време на Втората световна война норвежка тайна военноморска част с прякор „Шетландският автобус“ е създадена от Изпълнителната служба за специални операции през есента на 1940 г. с база първо в Луна (полуостров на Мейнланд), а по-късно в Скалоуей, за да провежда операции около бреговете на Норвегия. Събрани са около 30 риболовни кораба, използвани от норвежки бежанци, а Шетландският автобус провежда тайни операции, превозвайки разузнавателни агенти, бежанци, инструктори за съпротивата и военни доставки. Той прави над 200 пътувания през морето, а Лейф Ларсен, най-високо награденият съюзнически военноморски офицер от войната, прави 52 от тях. Няколко летища и обекти на RAF също са установени в Sullom Voe и няколко фара претърпяват вражески въздушни атаки.
Петролните запаси, открити в края на XX век в моретата както на изток, така и на запад от Шетланд, предоставят така необходимия алтернативен източник на доходи за островите. Басейнът на Източните Шетландски острови е една от богатите на петрол провинции в Европа. В резултат на приходите от петрол и културните връзки с Норвегия, малко движение за самоуправление (Shetland Movement) се развива за кратко, за да преработи конституционната позиция на Шетланд. То вижда като свои модели остров Ман, както и най-близкия съсед на Шетландските острови, Фарьорските острови, автономна зависимост от Дания. Населението възлиза на 17 814 през 1961 г.

## Икономика
Днес основните производители на приходи в Шетланд са селското стопанство, аквакултурата, риболовът, възобновяемата енергия, петролната промишленост (производство на суров нефт и природен газ), творческите индустрии и туризмът. Ънст също има космодрум, наречен СаксаВорд Спейспорт (преди известен като Шетланд Спейс Сентър). Според новина от февруари 2021 г. германският производител на ракети HyImpulse Technologies планира да изстреля космически кораб, задвижван от водород, от космодрума, започвайки през 2023 г. През предходния месец Космическият център е подал планове до Съвета за „съоръжение за изстрелване на сателит и свързаната с него инфраструктура“.
Към февруари 2021 г. информацията на уебсайта Promote Shetland показва, че „Шетланд е по-малко зависим от туризма, отколкото много шотландски острови“ и че петролът е важен сектор на икономиката. Подчертан е и „процесът на постепенно преминаване от петрол към чиста възобновяема енергия ... производство на чист водород“. Риболовът остава основен сектор и се очаква да расте.

## Култура и език
По времето на скандинавския контрол, на архипелага е говорен скандинавският език норн, който в наши дни е мъртъв. След 18 век той е заменен от скотски, а най-използван е шотландският английски.
Островите са известни с шетландското пони и шетландската овчарка (шелти).

## Личности родени на Шетландските острови
- Рейчъл Блит (р.1986), шотландска киноартистка
- Сандра Воу (р.1936), шотландска киноартистка